# Monochamus flavosignatus
Monochamus flavosignatus là một loài bọ cánh cứng trong họ Cerambycidae.